# Mesitornis
Mesitornis Bonaparte, 1855 è un genere di uccelli della famiglia Mesitornithidae, endemico del Madagascar.

## Tassonomia
Comprende due specie:
- Mesitornis variegatus - mesena dal petto bianco
- Mesitornis unicolor - mesena bruna